# Un maggiordomo quasi perfetto
Un maggiordomo quasi perfetto (A Gentleman's Gentleman) è un film del 1941 diretto da Clyde Geronimi. È un cortometraggio animato della serie Mickey Mouse, prodotto dalla Walt Disney Productions e uscito negli Stati Uniti il 28 marzo 1941, distribuito dalla RKO Radio Pictures.

## Trama
Topolino si sveglia e Pluto, come un maggiordomo, gli porta la colazione a letto. Poi Topolino lo manda a comprare il giornale, dandogli una moneta da mezzo dollaro e dicendogli di non perderla. Dopo aver recuperato la moneta, caduta in un tombino, compra il giornale, sul quale legge una storia in cui lui, inseguendo una farfalla, finisce in una pozza di fango. Mentre ride, una folata di vento porta via il giornale e lo disfa. Pluto, inseguendo i fogli del giornale, cade in una pozza di fango, un po' come nella storia che aveva letto prima sul giornale. Pluto torna a casa e si getta sul letto di Topolino con un mucchio di fogli infangati. Davanti alla faccia arrabbiata del suo padrone, Pluto scoppia a piangere dispiaciuto, ma Topolino si mette a ridere e lo perdona facendogli le coccole.

## Distribuzione

### Edizioni home video

#### VHS
- Pluto amico quasi perfetto (febbraio 1995)
- Qua la zampa, Pluto (giugno 2000)
- Topolino & C. avventure tutte da ridere (gennaio 2002)

#### DVD
Il cortometraggio è incluso nel DVD Walt Disney Treasures: Pluto, la collezione completa - Vol. 1.